# Aldo Nova

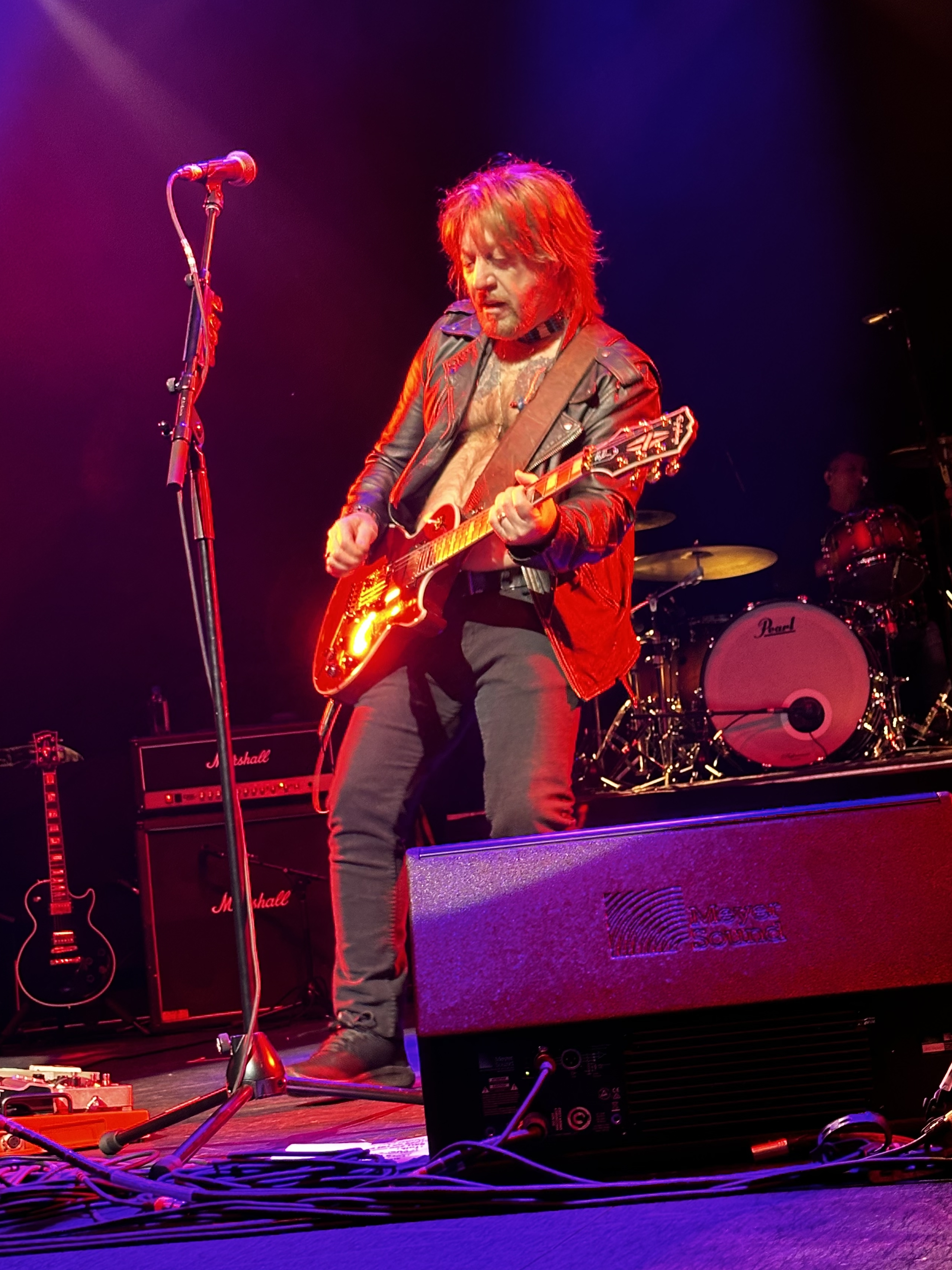
Aldo Nova

Aldo Nova, eigentlich Aldo Caporuscio, (* 13. November 1956 in Montreal, Québec) ist ein kanadischer Gitarrist, Keyboarder, Sänger und Produzent.

## Biographie
Aldo Nova ist der Sohn der italienischen Immigranten Anna Sardelli und Bernardo Caporuscio. Er begann erst im Alter von 15 Jahren, Gitarre und Keyboards zu spielen, arbeitete jedoch hart an seinem Können und wurde bald in lokalen Clubs bekannt. Seine Karriere startete gleichzeitig mit der Rolle als George Harrison im Musical Beatlemania und als anerkannter Toningenieur. Im Jahr 1982 veröffentlichte er sein selbstproduziertes Debüt-Album Aldo Nova bei Portrait Records, das zwei Hit-Singles beinhaltete: Fantasy und Foolin' Yourself. Sein nächstes Album, Subject ... Aldo Nova hatte einen Hit, Monkey on your Back. Mitte der 1980er Jahre sanken die Verkaufszahlen seiner Veröffentlichungen zwar, jedoch war er in dieser Ära einer der von den Kritikern am meisten gefeierten Gitarristen.
Seine Solokarriere trat etwas in den Hintergrund, als er sich fortan stärker als Gastmusiker und Produzent betätigte. Er arbeitete in den 1980er Jahren mit Jon Bon Jovi zusammen und produzierte einige der frühen Céline-Dion-Alben. Als Gitarrist ist er beispielsweise auf dem Bon-Jovi-Hit Runaway zu hören – Richie Sambora kam erst kurz danach zu Bon Jovi – und ist auch im Video zu Runaway als Gitarrist zu sehen. Aldo Nova half mit, Teile von Chantal Condors 1989er-Album Chantal zu schreiben und zu produzieren.
1990 spielte Aldo Nova auf dem Jon-Bon-Jovi-Album Blaze of Glory (Young Guns II-Soundtrack) Gitarre.
1991 veröffentlichte er mit Hilfe von Jon Bon Jovi das Album Blood on the Bricks, das aber nur mäßig erfolgreich war (Platz 124 in den USA). Aldo Nova ist momentan Songwriter und lebt in Saint-Lazare. Jüngere Hits beinhalten den 2003 veröffentlichten Billboard-Nr.-1-Hit This is the Night, der vom American-Idol-Teilnehmer Clay Aiken gesungen wurde.

## Diskografie

### Studioalben
| Jahr | Titel               | Höchstplatzierung, Gesamtwochen, AuszeichnungChartplatzierungen (Jahr, Titel, Platzierungen, Wochen, Auszeichnungen, Anmerkungen) | Höchstplatzierung, Gesamtwochen, AuszeichnungChartplatzierungen (Jahr, Titel, Platzierungen, Wochen, Auszeichnungen, Anmerkungen) | Anmerkungen                        |
| Jahr | Titel               | CH | US | Anmerkungen                        |
| ---- | ------------------- | --- | --- | ---------------------------------- |
| 1982 | Aldo Nova           | — | US8 ×2Doppelplatin · (50 Wo.)US                                                                                                   | Erstveröffentlichung: April 1982   |
| 1983 | Subject...          | — | US56 Gold · (7 Wo.)US | Erstveröffentlichung: Oktober 1983 |
| 1991 | Blood on the Bricks | CH30 (1 Wo.)CH | US124 (7 Wo.)US | Erstveröffentlichung: Juni 1991    |

grau schraffiert: keine Chartdaten aus diesem Jahr verfügbar
Weitere Veröffentlichungen
- 1985: Twitch
- 1991: A Portrait of
- 1997: Nova's Dream
- 2006: The Best of
- 2007: Under the Gun...
- 2018: 2.0
- 2020: Life and Times of Eddie Gage

### Singles
| Jahr | Titel Album                | Höchstplatzierung, Gesamtwochen, AuszeichnungChartplatzierungen (Jahr, Titel, Album, Platzierungen, Wochen, Auszeichnungen, Anmerkungen) | Höchstplatzierung, Gesamtwochen, AuszeichnungChartplatzierungen (Jahr, Titel, Album, Platzierungen, Wochen, Auszeichnungen, Anmerkungen) | Anmerkungen                     |
| Jahr | Titel Album                | CH | US | Anmerkungen                     |
| ---- | -------------------------- | --- | --- | ------------------------------- |
| 1982 | Fantasy Aldo Nova          | — | US23 (16 Wo.)US | Erstveröffentlichung: März 1982 |
| 1982 | Foolin’ Yourself Aldo Nova | — | US65 (6 Wo.)US | Erstveröffentlichung: Juli 1982 |

## Songwriting/Produzent
| Interpret        | Titel                    | Jahr | Typ                  |
| ---------------- | ------------------------ | ---- | -------------------- |
| Blue Öyster Cult | Take Me Away             | 1983 | Musik/Text           |
| Nicole McCloud   | Don't You Want My Love   | 1985 | Musik/Text           |
| Céline Dion      | Partout je te vois       | 1987 | Musik/Text           |
| Céline Dion      | Have A Heart             | 1990 | Musik/Text           |
| Céline Dion      | Des mots qui sonnent     | 1991 | Musik/Text           |
| Céline Dion      | Dreamin’ Of You          | 1996 | Musik/Text/Produzent |
| Céline Dion      | I Love You               | 1996 | Musik/Text           |
| Céline Dion      | Your Light               | 1996 | Musik/Text/Produzent |
| Faith Hill       | I Love You               | 1998 | Musik/Text/Produzent |
| Jon Bon Jovi     | Mister Big Time          | 1998 | Musik/Text/Produzent |
| Garou            | Au plaisir de ton corps  | 2000 | Musik/Text           |
| Garou            | Le monde est stone       | 2001 | Produzent            |
| Chenoa           | Una mujer (I'm A Woman)  | 2002 | Musik/Text           |
| Clay Aiken       | This Is The Night        | 2003 | Musik/Text           |
| Garou            | L’aveu                   | 2004 | Produzent            |
| Garou            | Pour l’amour d’une femme | 2004 | Musik/Text/Produzent |
| Céline Dion      | You And I                | 2004 | Musik/Text/Produzent |
| Agnes Carlsson   | I Believe                | 2005 | Musik/Text           |
| Marilou Bourdon  | Le cœur de mon cœur      | 2005 | Musik/Text/Produzent |
| Garou            | Que le temps             | 2006 | Produzent            |
| Garou            | Trahison                 | 2006 | Produzent            |
| Céline Dion      | A Song For You           | 2007 | Musik/Text           |
| Céline Dion      | Can’t Fight The Feelin   | 2007 | Musik/Text           |
| Céline Dion      | Fade Away                | 2007 | Musik/Text           |
| Céline Dion      | Shadow Of Love           | 2007 | Musik/Text           |